# Kimberly Prost
Kimberly Prost (* 4. Juni 1958) ist eine kanadische Juristin und Richterin am Internationalen Strafgerichtshof.

## Leben und Wirken
Prost studierte von 1976 bis zu ihrem Bachelor of Laws im Mai 1981 Rechtswissenschaften an der University of Manitoba. Im Juni 1982 erhielt sie die Zulassung zur Anwaltskammer von Manitoba und arbeitete fortan als Staatsanwältin bei der Staatsanwaltschaft in Winnipeg. 1987 wechselte sie an die Staatsanwaltschaft der kanadischen Hauptstadt Ottawa mit der Spezialabteilung für Kriegsverbrechen und Verbrechen gegen die Menschlichkeit. 1990 wechselte in die Abteilung für internationale Zusammenarbeit in Strafrechtsfragen des kanadischen Justizministeriums, deren Direktorin sie 1994 wurde. Von 1998 bis 2000 war sie Teilzeit-Dozentin an der McGill University für internationales Strafrecht. 2000 wurde Prost Direktorin der Abteilung für Strafrecht des Commonwealth-Sekretariats. Seit 2004 ist sie zudem Dozentin an der Queen’s University. Von 2005 bis 2006 war sie im Büro der Vereinten Nationen für Drogen- und Verbrechensbekämpfung tätig. Im Juli 2006 wurde Prost Richterin am Internationalen Strafgerichtshof für das ehemalige Jugoslawien, den sie 2010 wieder verließ, um Ombudsfrau des al-Qaida-Sanktions-Komitees des UN-Sicherheitsrates zu werden. 2016 wurde sie Chef du Cabinet des Präsidenten des Internationalen Strafgerichtshofs.
Im März 2018 wurde sie selbst Richterin am Internationalen Strafgerichtshof. Als solche wirkte sie unter anderem an den Verfahren gegen Jean-Pierre Bemba, William Ruto und Uhuru Kenyatta mit.